# Nikolái Pávlov
Nikolái Vasílievich Pávlov (11 de mayojul./ 23 de mayo de 1893greg. - 27 de abril de 1971) fue un botánico, pteridólogo, y explorador ruso-kazajo. Con Serguéi Yúlievich Lipschitz en base de los materiales de sus viajes fundaron un herbario de Asia Central (más de 20 mil especímenes en planchas), dentro del Herbario de la Universidad de Moscú (fundado en 1765), y además Pávlov ordenó y parcialmente determinó las colecciones anteriores de Asia Central, incluyendo las colecciones de G.S. Karelin y de I.P. Kirilov.

## Algunas publicaciones
- ----. 1940. Dejstvitel'nye cleny Moskovskogo obscestva ispytatelej prirody Grigorij Silyc Karelin (1801-1872) i ego vospitannik i drug Ivan Petrovic Kirilov (1821-1842)

- ----. 1940. Putesestvennik i geograf Petr Kuz'mic Kozlov (1863-1935) pocetnyj clen Moskovskogo obscestva ispytatelej priordy. 15 p.

### Libros
- ----. 1928.  Paporotnikoobraznye ; Golosemjannye, Odnodol'nye. 177 p.

- ----. 1935.  Vegetation of the west part of Betpak-Dala and of the plateau of Karsakpay. 36 p.

- ----. 1935. Krasilʹnye rastenija Karatau. 43 p.

- ----. 1928-1938. Flora tsentral'nogo Kazajstana

- ----. 1948. Botanicheskaya goegraphiya SSSR. 704 pp.

- nikolai v Pavlov, aleksandra p Gamajunova, kv Dobrochotova. 1956. Flora Kazachstana.

- ----. 1961. Flora Kazachstana, v. 4. Ed. Naúka. 545 p.

- nikolai v Pavlov, anna n Vasil'eva. 1963. Flora Kazachstana, vol. 6. Ed. Nauka. 595 p.

- La abreviatura «Pavlov» se emplea para indicar a Nikolái Pávlov como autoridad en la descripción y clasificación científica de los vegetales.[2]